# Antennatula fisherae
Antennatula fisherae är en svampart som beskrevs av S. Hughes 1974. Antennatula fisherae ingår i släktet Antennatula och familjen Euantennariaceae.   Inga underarter finns listade i Catalogue of Life.